# Guna (città)
Guna è una suddivisione dell'India, classificata come municipality, di 137.132 abitanti, capoluogo del distretto di Guna, nello stato federato del Madhya Pradesh. In base al numero di abitanti la città rientra nella classe I (da 100.000 persone in su).

## Geografia fisica
La città è situata a 24° 38' 60 N e 77° 19' 0 E e ha un'altitudine di 473 m s.l.m.

## Società

### Evoluzione demografica
Al censimento del 2001 la popolazione di Guna assommava a 137.132 persone, delle quali 72.462 maschi e 64.670 femmine. I bambini di età inferiore o uguale ai sei anni assommavano a 20.648, dei quali 10.872 maschi e 9.776 femmine. Infine, coloro che erano in grado di saper almeno leggere e scrivere erano 91.322, dei quali 54.141 maschi e 37.181 femmine.